# Сан-Коломбано-Чертенолі
Сан-Коломбано-Чертенолі (італ. San Colombano Certenoli, ліг. San Comban) — муніципалітет в Італії, у регіоні Лігурія,  метрополійне місто Генуя.
Сан-Коломбано-Чертенолі розташований на відстані близько 380 км на північний захід від Рима, 30 км на схід від Генуї.
Населення — 2697 осіб (2014).

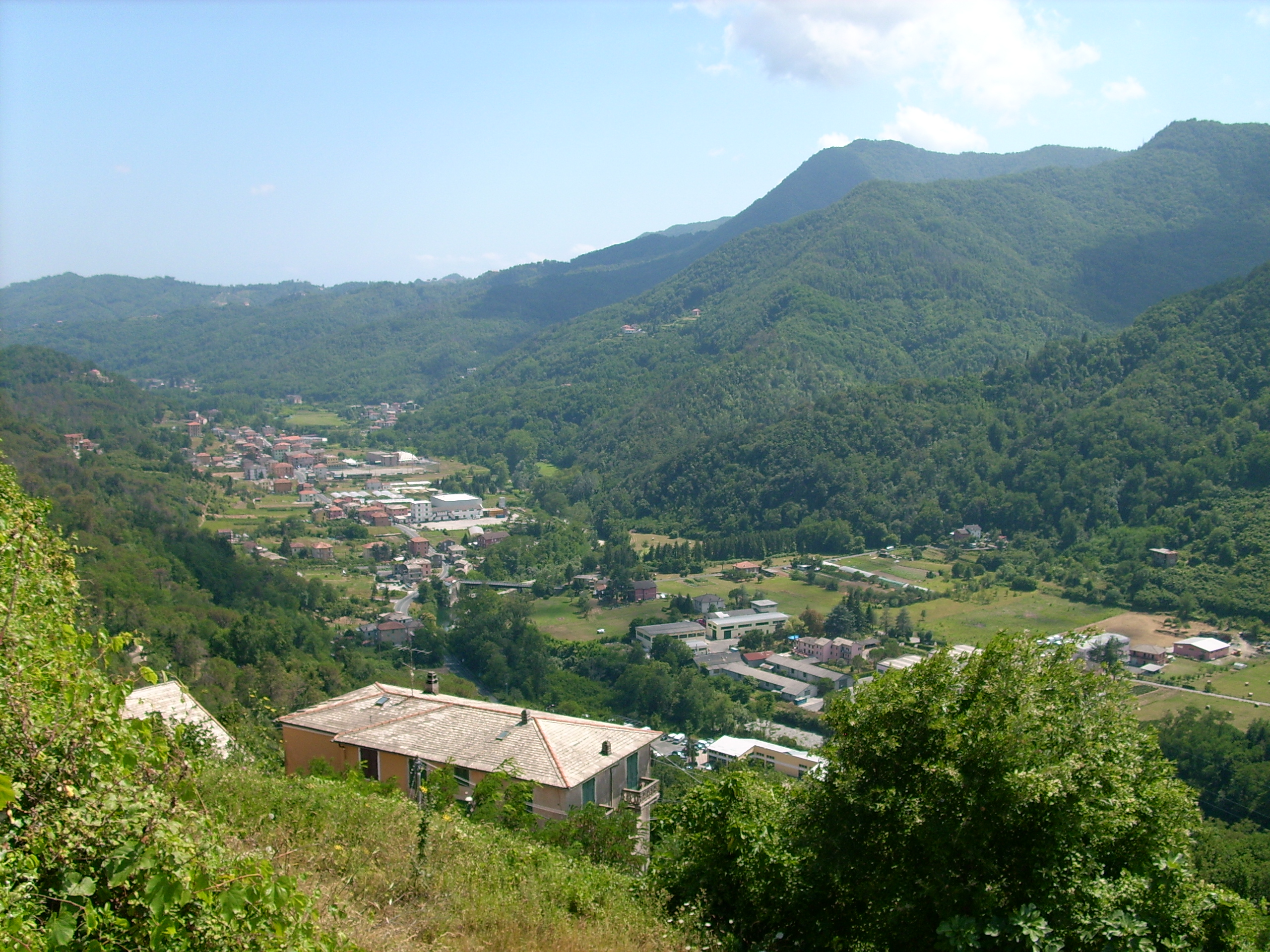

Щорічний фестиваль відбувається 23 листопада та 8 грудня. Покровитель — San Colombano.

## Демографія
Населення за роками:

Станом на 1 січня 2023 року в муніципалітеті офіційно проживали 154 іноземці з 22 країн, серед них 33 громадяни країн Євросоюзу та 12 громадян України.

## Сусідні муніципалітети
- Борцонаска
- Караско
- Корелья-Лігуре
- Леїві
- Меццанего
- Ореро
- Рапалло
- Реццоальйо
- Цоальї